# أمير محمد نيكونام
أمير محمد نيكونام (به فارسیه : امیرمحمد نکونام)(المولود في 24 يوليو 1377 في طهران ) هو رياضي رماية بالبندقية وعضو في فريق الرماية الوطني الإيراني.كما أن أمير محمد نيكونام يحمل الرقم القياسي في بندقية الهواء 10 م للرجال في إيران برقم قياسي قدره 634.4

## السجلات
السجلات المسجلة:
| اسم التسجيل                             | رياضي             | سجل   | حدث                                                       |
| --------------------------------------- | ----------------- | ----- | --------------------------------------------------------- |
| بندقية هوائية 10 متر للرجال             | أمير محمد نيكونام | 634/4 | المرحلة الرابعة من مسابقة الرماية بالبندقية المفتوحة 1401 |
| بندقية هوائية 10 متر للاولاد الايرانيين | أمير محمد نيكونام | 630/2 | الأسبوع الأول لدوري الرماية بالبندقية الأول 2017          |
| بندقية طولها 50 مترا لشباب إيراني       | أمير محمد نيكونام | 616/7 | مسابقة هانوفر الدولية - 2016                              |

## دورة الألعاب الآسيوية 2018
| المضيف             | رياضي             | حدث                        | أولية | أولية | نهائي                  | نهائي                  |
| المضيف             | رياضي             | حدث                        | نتيجة | مرتبة | نتيجة                  | مرتبة                  |
| ------------------ | ----------------- | -------------------------- | ----- | ----- | ---------------------- | ---------------------- |
| جاكرتا ، إندونيسيا | أمير محمد نيكونام | بندقية هوائية 10 متر       | 625/7 | 6     | 1/141                  | 7                      |
| جاكرتا ، إندونيسيا | أمير محمد نيكونام | مسدس هواء 10 متر فريق ميكس | 824/4 | 7     | لم يصلوا إلى النهائيات | لم يصلوا إلى النهائيات |

## مرتبة الشرف
- الميدالية الذهبية الفردية للشباب في كأس العالم في تشانغوون 2018
- الميدالية الفضية للمنتخب الأولمبي للطلاب في نابولي 2019
- الميدالية الفضية لكأس العالم تشانغوون للناشئين 2018
- الميدالية الفضية المختلطة لكأس العالم تشانغوون للشباب 2018
- الميدالية الفضية في كأس العالم للشباب في تشانغوون 2018
- الميدالية البرونزية للفريق في بطولة آسيا للدوحة 2019[2]
- الميدالية الذهبية لفريق الشباب في بطولة طهران الآسيوية لسلاح الجو
- المركز السابع في دورة الألعاب الآسيوية 2018

1. ↑  "ISSF - International Shooting Sport Federation - issf-sports.org". www.issf-sports.org. مؤرشف من الأصل في 2022-04-30. اطلع عليه بتاريخ 2022-08-20.
2. ↑  قالب:یادکرد وب "نسخة مؤرشفة". مؤرشف من الأصل في 2022-05-25. اطلع عليه بتاريخ 2022-09-12.